# No Problems
No Problems' to wydany w 2000 singel rapera Billy'ego Raya. W "No Problems" wystąpili gościnnie Mysonne i DMX.
B-Sidem jest "Got Your Back Niggas". Wystąpił na nim gościnnie Shyne.
- Remiks "No Problems" pojawił się na albumie "The Great Depression" DMX-a. Jego tytuł brzmi "Problem Child", zamiast Billy'ego Raya wystąpił na nim Drag-On.

## Lista utworów
Dysk 1
1. "No Problems" (Street)
2. "No Problems" (Clean)
3. "Got Your Back Niggas" (Street)
4. "Got Your Back Niggas" (Clean)